# Jiangshi
Jiangshi (xinès simplificat: 僵尸; xinès tradicional: 殭屍; pinyin: jiāngshī; Jyutping: goeng1 si1), També conegut com a vampir saltador xinès, és un tipus de criatura Mort vivent o cadàver reanimat en llegendes i folklore xinesos. A causa de la influència del cinema de Hong Kong, es representa típicament a la cultura popular moderna com un cadàver rígid vestit amb peces oficials de la Dinastia Qing. Tot i que la pronunciació de jiangshi varia en diferents països de l'Àsia oriental, totes elles es refereixen a la versió xinesa de vampir.